# 나쁜 녀석들 (소설)
나쁜 녀석들(일본어: わるいやつら 와루이야쓰라[*])은 마쓰모토 세이초의 장편 소설이다. 1960년 1월 11일호부터 1961년 6월 5일자까지 전 73회로 《주간신조》에 연재되었다. 1961년 11월 주간신조에서 단행본으로 간행되었다. 1980년 동명의 이름으로 영화화도 되었다. 1985년에는 《마쓰모토 세이초 스페셜 나쁜 녀석들》이라는 이름으로, 2001년에는 《마쓰모토 세이초 특별 기획 나쁜 녀석들》이라는 이름으로, 2007년에는 《마쓰모토 세이초 최종장 나쁜 녀석들》이라는 이름으로 텔레비전 드라마화되었다. 의사의 사회적 권위를 이용하여 범죄에 손을 대는 의사와 그 인간 관계를 그린 장편 피카레스크 서스펜스이다.